# Bruno Cannucciari
Bruno Cannucciari (Roma, 4 dicembre 1964) è un fumettista italiano.

## Biografia
Esordì come autore di fumetti sulla rivista Comic Art con una riproposizione del personaggio di The Yellow Kid e una serie a fumetti, Franco&Bruno, sul mondo dei fumetti. Nel 1986 ha lavorato come vignettista e illustratore per la rivista Italia oggi.
Dal 1988 ha iniziato a collaborare con la rivista Lupo Alberto, pubblicata dalla Glénat, realizzando la serie umoristica Winny, oltre a collaborare con Silver alla realizzazione delle storie del personaggio di Lupo Alberto, realizzandone anche copertine, vario merchandising e, da metà degli anni novanta, centinaia di tavole autoconclusive. Ha collaborato alla serie Nirvana edita dalla Panini. Nel 2017 ha pubblicato il romanzo grafico Kraken edito da Tunué, seguito nel 2019 da Stagione di caccia, per lo stesso editore. Kraken è stato pubblicato anche in Francia da Les Éditions Soleil e in Polonia da Timof.

## Riconoscimenti
- Kraken: Miglior libro di scuola italiana di Romics (2018)[5]
- Kraken: Premio Carlo Boscarato come Miglior fumetto italiano (2018)[5]

## Opere
- Lupo Alberto (ACME)
- Kraken (Tunué, 2017)
- Stagione di caccia (Tunué, 2019)